# Metal Church
I Metal Church sono un gruppo musicale heavy metal formatosi nel 1980 a San Francisco, con sede a Aberdeen, nello stato di Washington. L'unico membro presente sin dagli esordi della formazione è il chitarrista Kurdt Vanderhoof, anche se per un breve periodo si è limitato al ruolo di compositore.
Le sonorità del gruppo sono state influenzate dalla New wave of British heavy metal degli anni '80, il gruppo è considerato come parte della scena musicale di Seattle.

## Storia

### Primi anni (1980-1983)
Kurdt Vanderhoof fonda il gruppo nel 1980 a San Francisco insieme a vari musicisti, in questo periodo c'è anche un provino con Lars Ulrich, futuro batterista dei Metallica. Nel 1981 viene registrato il demo strumentale intitolato Red Skies, con Vanderhoof e Rick Condrin alle chitarre, Steve Hott al basso e Aaron Zimpel alla batteria.
Vanderhoof torna alla sua città natale Aberdeen e fonda il gruppo Shrapnel con Craig Wells, Duke Erickson, il batterista Tom Weber e il cantante Mike Murphy. Murphy lascia prima del loro prossimo demo, anche questo strumentale, poco dopo anche Weber lascia la formazione. Con l'arrivo di Kirk Arrington e David Wayne realizzano il demo Four Hymns e partono in tour, riutilizzando il nome Metal Church nel 1983. La canzone Death Wish compare nella raccolta Northwest Metalfest del 1984.

### Primi album e il successo commerciale (1984-1988)
Nel 1984 pubblicano il loro omonimo album, che include brani dal demo Four Hymns e una cover di Highway Star dei Deep Purple. Vendono 70.000 copie indipendentemente prima di firmare con l'etichetta discografica Elektra Records; James Hetfield e Lars Ulrich consigliarono a Elektra Records di ingaggiare i Metal Church.
Nel 1986 viene rilasciato il loro secondo album in studio, The Dark, e iniziano un tour con i Metallica. L'album entra nella classifica Billboard 200 per 23 settimane, arrivando alla posizione 92. Da ottobre 1986 a luglio 1987 suonano in tour come apri concerto per King Diamond, Celtic Frost, Testament, Overkill, Dirty Rotten Imbeciles, Trouble, Metallica, Megadeth, Slayer e Anthrax.
Poco la pubblicazione di The Dark ci sono dei cambiamenti nel gruppo: Vanderhoof non suona dal vivo nel 1986 e viene sostituito da Mark Baker e poi da John Marshall. Vanderhoof continua a lavorare col gruppo componendo e scrivendo in studio. Anche Wayne lascia e viene sostituito da Mike Howe, già cantante dei Heretic. Wayne forma i Reverend con gli altri componenti dei Heretic.

### Ulteriori album e scioglimento (1989-1994)
Nel 1989, con Howe e Marshall nel gruppo, i Metal Church pubblicano Blessing in Disguise, l'album arriva alla posizione 75 nel Billboard 200. Dopo aver suonato in tour nel 1989 e nel 1990, il gruppo lascia l'etichetta Elektra.
Il quarto album, The Human Factor, viene pubblicato nel 1991 con Epic Records. 
Nel 1993 pubblicano Hanging in the Balance con Mercury Records. Dopo il tour di supporto all'album, durato due anni, nel 1996 il gruppo si separa citando come motivi principali i problemi con la gestione del gruppo da parte dell'etichetta e le poche vendite.

### Reunion con la formazione originale (1998-2001)
Nel 1998 i componenti dei Metal Church mettono insieme le registrazioni dal vivo di brani dai loro primi 2 album per Live. Durante la produzione di questo, Wayne, Vanderhoof, Wells, Arrington, e Erickson decidono di riformare il gruppo e iniziano a lavorare su nuovo materiale. Wells lascia il gruppo per dedicarsi alla famiglia e viene sostituito da Marshall. L'album dal vivo Live in Japan, registrato durante il tour giapponese del 1995, è stato pubblicato nel 1998 solo in Giappone da Blackheart Records.
Il risultato del loro lavoro dopo la reunion è l'album Masterpeace, pubblicato nel 1999 da Nuclear Blast. Arrington e Erickson non suonano in tour e vengono sostituiti dal bassista Brian Lake e dal batterista Jeff Wade.
Wayne non era soddisfatto dell'album, nel 2001 lascia la band e forma il gruppo Wayne con cui pubblica l'album intitolato Metal Church. Vanderhoof criticò la scelta di intitolare così l'album e la copertina utilizzata. Anche Erickson e Marshall abbandonano il gruppo dopo Wayne.

### Munroe, la morte di Wayne e secondo scioglimento (2003-2009)
Nel 2003 Vanderhoof e Arrington coinvolgono il cantante Ronny Munroe, l'allora ex chitarrista dei Malice Jay Reynolds e il bassista Steve Unger per formare insieme i Metal Church. Il loro settimo album The Weight of the World viene pubblicato nel 2004.
Il 10 maggio 2005 David Wayne muore per complicazioni dovute a un incidente stradale avvenuto mesi prima.
Nel 2006 Arrington lascia il gruppo e viene sostituito da Jeff Plate, lo stesso anno viene pubblicato A Light in the Dark, contenente una nuova registrazione di Watch the Children Pray come tributo a Wayne.
Reynolds lascia i Metal Church nel 2008 e Rick Van Zandt prende il suo posto. Sempre nel 2008 pubblicano l'ottavo album This Present Wasteland. Nel 2009 il gruppo si scioglie nuovamente a causa della difficile situazione della loro etichetta discografica SPV, cancellando numerose tappe del loro tour. 

### Seconda reunion (2012-2014)
Nell'ottobre 2012 il gruppo annuncia la reunion con Vanderhoof, Munroe, Unger, Reynolds (presto sostituito da Van Zandt), e Plate. Il loro primo concerto dopo il ritorno è al festival 70000 Tons of Metal il gennaio seguente. Poco dopo Vanderhoof rivela a Music Life Radio che i Metal Church stanno lavorando a nuovo materiale. Generation Nothing viene pubblicato nell'ottobre 2013.

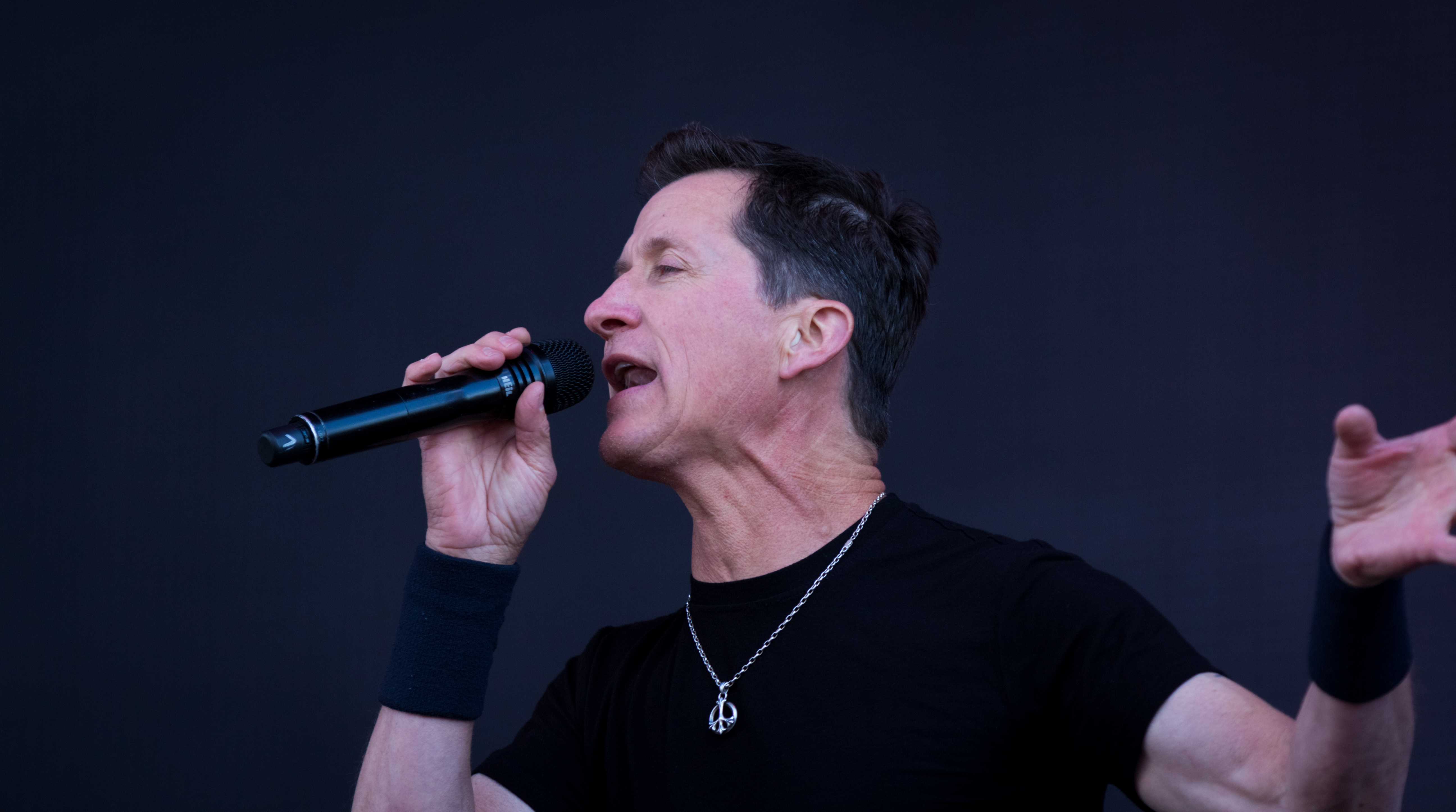
Mike Howe

Munroe lascia il gruppo a settembre 2014. 

### Il ritorno di Howe (2015-2020)
Il 30 aprile 2015 sulla pagina Facebook dei Metal Church viene annunciato il ritorno di Mike Howe come cantante. Con lui i Metal Church pubblicano, il 25 marzo 2016, l'album XI, che riporta il gruppo nella Billboard 200 dopo 27 anni.
Il 28 aprile 2017 il gruppo pubblica l'album dal vivo Classic Live registrato durante il tour nel 2016. Il 21 marzo 2017 il batterista Jeff Plate annuncia la sua dipartita dal gruppo e viene sostituito da Stet Howland.
Il 17 maggio 2017 Vanderhoof anticipa che i Metal Church sono al lavoro per realizzare il loro dodicesimo album, previsto per l'inizio del 2018. Il 1º ottobre 2018 viene pubblicato un breve estratto audio del nuovo disco. L'album, Damned If You Do, viene annunciato poco dopo e pubblicato il 7 dicembre 2018. In un'intervista del 2019 Howe dice di voler scrivere nuove canzoni per il 2020. I Metal Church pubblicano la loro prima raccolta, From the Vault, il 10 aprile 2020.

### Morte di Howe, nuovi progetti (2021-presente)
Il 26 luglio 2021 viene annunciata la morte del cantante Mike Howe, morto suicida. Il 2 febbraio 2023 viene annunciato Marc Lopes come nuovo cantante del gruppo. Il 23 marzo 2023 il gruppo pubblica Pick A God And Prey, primo singolo dall'album Congregation of Annihilation in uscita il 26 maggio dello stesso anno.

## Formazione

### Formazione attuale
- Marc Lopes – voce (2023-presente)
- Kurdt Vanderhoof – chitarra ritmica (1980-1986; 1988-1990; 1998-presente)
- Rick Van Zandt – chitarra solista (2008-2009; 2013-presente)
- Steve Unger – basso, cori (2003-2009; 2012-presente)
- Stet Howland – batteria (2017-presente)

### Ex componenti principali
- Mike Howe – voce (1988-1994; 2015-2021)
- David Wayne – voce (1981-1988; 1998-2001)
- Ronny Munroe – voce (2003-2009, 2012-2014)
- John Marshall – chitarra ritmica (1986-1994); chitarra solista (1998-2001)
- Jay Reynolds – chitarra solista (2003-2008)
- Craig Wells – chitarra solista (1981-1994)
- Duke Erickson – basso (1981-1994; 1998-2001)
- Jeff Plate – batteria (2006-2009; 2012-2017)
- Kirk Arrington – batteria (1981-1994; 1998-2006)

## Discografia

### Album in studio
- 1984 – Metal Church
- 1986 – The Dark
- 1989 – Blessing in Disguise
- 1991 – The Human Factor
- 1993 – Hanging in the Balance
- 1999 – Masterpeace
- 2004 – The Weight of the World
- 2006 – A Light in the Dark
- 2008 – This Present Wasteland
- 2013 – Generation Nothing
- 2016 – XI
- 2018 – Damned If You Do
- 2023 – Congregation of Annihilation

### Album dal vivo
- 1998 – Live in Japan
- 1998 – Live
- 2017 – Classic Live

### Raccolte
- 2020 – From the Vault
- 2020 – Return of the Fake Healer